# Вилхелм IV (Ваймар)
Вижте пояснителната страница за други личности с името Вилхелм IV.
Вилхелм IV  (на немски: Wilhelm IV, † 1062) от рода на графовете на Дом Ваймар-Орламюнде е граф на Ваймар от 1039 до 1062 г., пфалцграф на Саксония от 1042 до 1043 г. и маркграф на Майсен от 1046 до 1062 г.

## Произход
Той е син и наследник на граф Вилхелм III от Ваймар († 16 април 1039) и втората му съпруга Ода († преди 1068), вероятно дъщеря на маркграф Титмар II от Лужица († 10 януари 1030) от род Билунги. След смъртта на баща му през 1039 г. майка му се омъжва за маркграф Дедо I от Лужица. Вилхелм е полубрат на Дедо II.

## Управление
Вилхелм IV получава Маркграфство Майсен след смъртта на бездетния маркграф Екехард II († 24 януари 1046)). Наследява и маркграфствата на полубрат си Дедо II.
След смъртта на император Хайнрих III той е верен на вдовицата му Агнес Поатиенска. Той е през 1060 г. командир на имперската войска, с която отива заедно с епископ Епо от Наумбург, на помощ на крал Андраш I в Унгария. На връщане двамата попадат близо до Визелбург в плен заедно с баварския граф Бото от род Арибони. По настояване на Геза I Вилхелм е освободен от крал Бела I и сгоден за дъщеря му София (?-1095). Следващата година, през 1062 г., той тръгва да вземе годеницата си и умира по пътя.
Наследен е от брат си Ото I от Ваймар-Орламюнде († 1067), който се жени за Адела от Брабант († 1083).